# 이만우 (1950년)
이만우(李萬雨, 1950년 8월 25일 ~ )는 제19대 국회 새누리당 비례대표 국회의원이다. 

## 학력
- 1965 ~ 1968 경남고등학교 졸업
- ~ 1973 고려대학교 경제학과 학사
- ~ 1978 위스콘신대학교 대학원 경제학 석사
- ~ 1983 미네소타대학교 대학원 경제학 박사

## 경력
- 1983 ~ 2015.08 고려대학교 정경대학 경제학과 교수
- 1995 ~ 1996 미국 스탠퍼드대학교 객원교수
- 2002 ~ 2003 아시아태평양경제학회 회장
- 2004 ~ 2006 고려대학교 정경대학 학장
- 2004 ~ 2006 고려대학교 정책대학원 원장
- 2006 ~ 2008 한국경제연구학회 회장
- 2008 ~ 2010 공공기관장 평가단 단장
- 2012 ~ 2013 제42대 한국경제학회 회장
- 2012 ~ 2014 새누리당 인재영입위원회 간사
- 2012.05 ~ 2016.05 제19대 국회의원 (비례대표/새누리당)
- 2012 ~ 2016.05 제19대 국회 기획재정위원회 위원
- 2015 새누리당 정책자문위원회 부위원장
- 대한민국헌정회 정책연구위원회 실장
- 대한민국헌정회 헌정아카데미 위원장

## 수상
- 2009 홍조근정훈장
- 2014 국회의원 아름다운 말 선플상
- 2014 국정감사 NGO모니터단 국정감사 우수의원

## 성범죄 사건
강간을 하려다 상해를 입힌 강간치상 혐의로 2018년 3월 8일에 구속되었다. 이후 피해자가 상해를 입은건 아니라는 판단으로 강간미수로 유죄 판결을 받았다.

## 역대 선거 결과
| 실시년도 | 선거  | 대수 | 직책     | 선거구        | 정당     | 득표수      | 득표율         | 순위 | 당락 | 비고 |
| -------- | ----- | ---- | -------- | ------------- | -------- | ----------- | -------------- | ---- | ---- | ---- |
| 2012년   | 총선  | 19대 | 국회의원 | 비례대표 10번 | 새누리당 | 9,130,651표 | \| \| 42.8% \| | -    |      | 초선 |
|          | 42.8% |      |          |               |          |             |                |      |      |      |